# Хронология первых космических запусков по странам

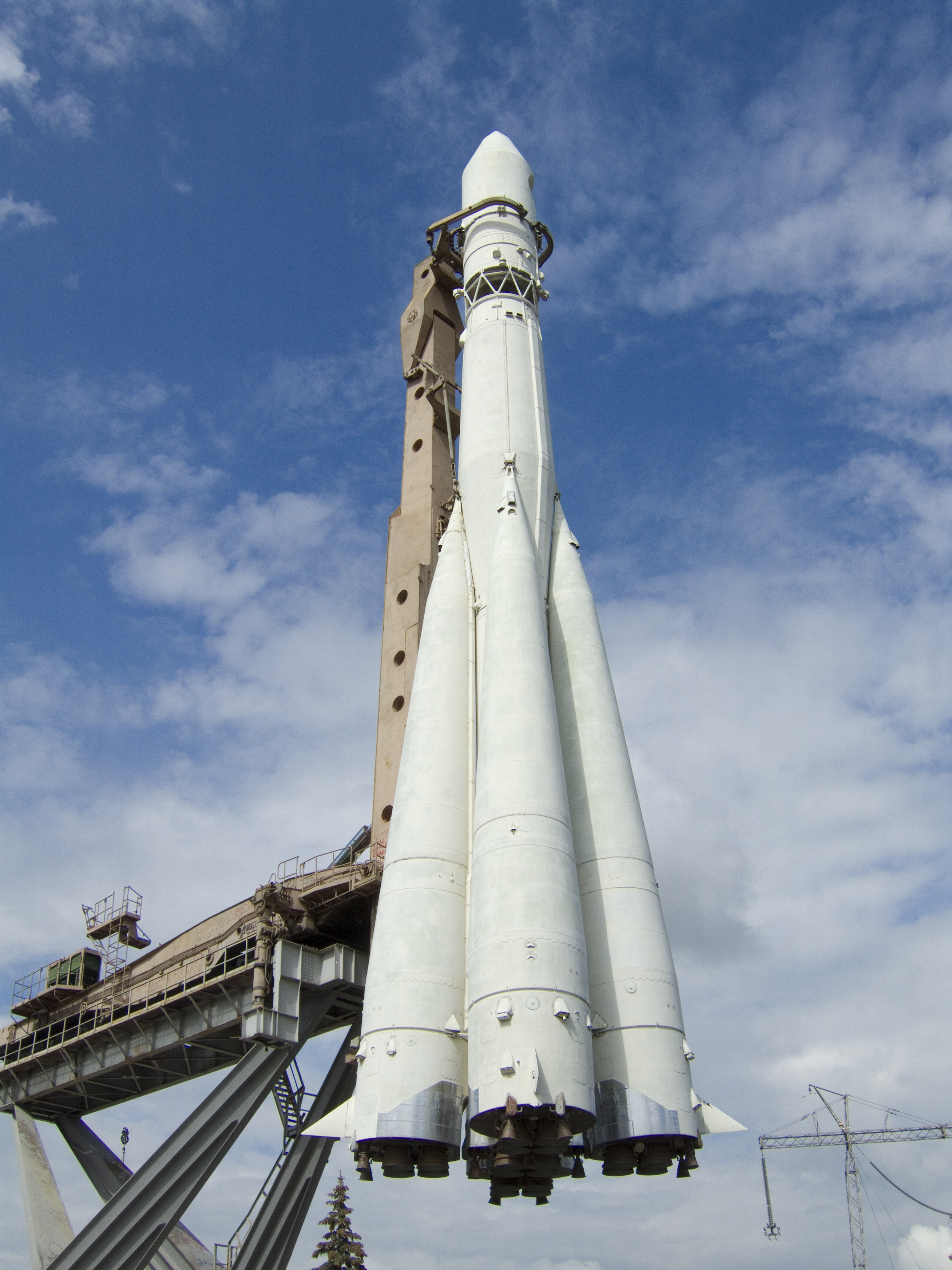
Р-7 — ракета-носитель первого в истории человечества искусственного спутника Земли

Список первых запусков космических спутников собственными ракетами-носителями по странам.
Космическая гонка началась в 1950-х годах между Советским Союзом и Соединёнными Штатами Америки. 4 октября 1957 года СССР вывел на орбиту первый искусственный спутник Земли (ИСЗ) — «Спутник-1».
По состоянию на 2025 год, на земной орбите находятся искусственные спутники около пятидесяти стран, однако лишь 11 государств исторически достигали возможности запускать их собственными ракетами-носителями. Эти страны, а также объединённая Европа с её космическим агентством ЕКА, называются «космическими державами» и членами «космического клуба». Из этих стран 8 продолжают пуски с собственных космодромов, Украина — с иностранных космодромов, а ранее также использовавшие иностранные космодромы две страны (Франция и Великобритания) осуществляют пусковую деятельность в составе ЕКА. Пусковую деятельность осуществляют также частные компании — американская компания SpaceX, Orbital Sciences Corporation и международная программа «Морской старт».
Освоив технологию самостоятельных пусков ИСЗ, три страны (СССР/Россия, США и Китай) освоили технологию самостоятельных пилотируемых космических полётов. В СМИ эти страны часто называются «космическими сверхдержавами».

Государства, …

 …которые могут самостоятельно запускать РН …запускающие РН в рамках ЕКА …планирующие запуски РН …свернувшие космические программы после неудачных попыток запуска

## Список первых орбитальных запусков
| №  | Страна[0]            | Дата (UTC)            | Ракета-носитель   | Космодром       | Спутник        |
| -- | -------------------- | --------------------- | ----------------- | --------------- | -------------- |
| 1  | СССР[1]              | 4 октября 1957 года   | «Р-7» («Спутник») | Байконур        | «Спутник-1»    |
| 2  | США                  | 1 февраля 1958 года   | «Юпитер-С»        | Мыс Канаверал   | «Эксплорер-1»  |
| *  | Италия[8]            | 15 декабря 1964 года  | «Скаут»           | Сан-Марко       | «Сан-Марко-1»  |
| 3  | Франция[2][3]        | 26 ноября 1965 года   | «Диамант-А»       | Хаммагир        | «Астерикс»     |
| 4  | Япония               | 11 февраля 1970 года  | «Лямбда-4S»       | Утиноура        | «Осуми»        |
| 5  | Китай                | 24 апреля 1970 года   | «Чанчжэн»         | Цзюцюань        | «Дунфан Хун-1» |
| 6  | Великобритания[2][4] | 28 октября 1971 года  | «Чёрная стрела»   | Вумера          | «Просперо X-3» |
| —  | Европейский союз[5]  | 24 декабря 1979 года  | «Ариан 1»         | Куру            | Cat-1          |
| 7  | Индия[6]             | 18 июля 1980 года     | SLV               | Шрихарикота     | «Рохини-1»     |
| 8  | Израиль              | 19 сентября 1988 года | «Шавит»           | Пальмахим       | «Офек»         |
| —  | Россия[7]            | 21 января 1992 года   | «Союз-У»          | Плесецк         | «Космос-2175»  |
| —  | Украина[2][7]        | 31 августа 1995 года  | «Циклон-3»        | Плесецк         | «Сич-1»        |
| 9  | Иран                 | 2 февраля 2009 года   | «Сафир-2»         | Семнан          | «Омид»         |
| 10 | КНДР                 | 12 декабря 2012 года  | «Ынха-3»          | Сохэ            | «Кванмёнсон-3» |
| 11 | Республика Корея     | 30 января 2013 года   | «Наро-1»          | Наро            | STSAT-2C       |
| *  | Новая Зеландия[8]    | 21 января 2018 года   | «Электрон»        | Rocket Lab LC-1 | Humanity Star  |

Примечания к таблице:
0 Действующие космические державы выделены полужирным шрифтом.
1 Будучи правопреемницей СССР, Россия после его распада в основном продолжила советскую космическую программу.
2 Первые запуски проведены с иностранных космодромов.
3 Франция ранее собственными РН сначала вывела первый ИСЗ с космодрома в Алжире, после чего запускала спутники с собственного космодрома во Французской Гвиане, который затем был передан ЕКА для эксплуатации европейскими РН.
4 Великобритания запустила ИСЗ собственной РН единственный раз с контролируемого ею космодрома в Австралии, после чего отказалась от осуществления независимой космической программы и вошла в ЕКА.
5 Запускающее ИСЗ своими ракетами, ЕКА является общим космическим агентством для нескольких стран Европы и некоторыми источниками учитывается как космическая держава.
6 Первый индийский ИСЗ «Ариабхата» был запущен 19 апреля 1975 года советской РН «Космос-3М» с космодрома «Плесецк».
7 Россия и Украина унаследовали производство и разработку ракет-носителей от СССР.
8 Италия и Новая Зеландия внесли свой вклад в создание или дальнейшее развитие систем орбитального запуска; их запуски осуществлены в партнёрстве с американскими космическими агентствами.

## Другие

### Неподтверждённые запуски
- Иран: запуск 17 августа 2008 на орбиту макета ИСЗ на РН «Сафир» объявлен Ираном, но в мире не подтверждён; первый подтверждённый иранский ИСЗ запущен позднее, 2 февраля 2009 года.

### Прочие неудавшиеся запуски
- Бразилия: три неудачных попытки запуска РН VLS в 1997, 1999 и 2003 годах.
- Ирак: запуск 5 декабря 1989 на орбиту головной части РН «Аль-Абид» не подтверждён[4].

### Запуски чужих ракет-носителей
- Австралия (США, Великобритания, неудачные от Европы — ELDO)
- Италия (США)
- Казахстан (Россия, Украина)

### Отменённые проекты
- Бразилия объявила о планах по запуску ракеты-носителя VLS-1 с космодрома Алкантара в 2018 году[5][6].
- Германия
- Египет
- Испания
- Италия
- Индонезия планировала разработать ракеты-носители RPS-420[англ.] Pengorbitan-1, Pengorbitan-2, и RX-550[7].
- Канада
- Малайзия: компания Independence-X Aerospace (IDXA) планировала коммерческое предложение своей ракеты к 2023 году.
- Мексика: частная компания MXSpace в сотрудничестве с Мексиканским космическим агентством объявила о проекте по разработке ракеты-носителя.
- Норвегия: компания Nammo и космический центр Андойя разрабатывают коммерческую ракету-носитель.
- Пакистан в последние годы[когда?] разработал две разновидности военных баллистических ракет («Гаури» и «Шахин»), которые могут быть использованы в качестве ракет-носителей[8][9].
- Румыния: частная компания ARCA[англ.] разрабатывает для запуска с территории военной базы в Чёрном море серию ракет-носителей Haas; ракета Haas 2C будет выводить малые спутники на орбиту[10].
- Швейцария
- ЮАР: частная компания «Marcom Aeronautics & Space» работала над ракетой-носителем и ожидала, что её проект мог быть завершен в 2016 году, если бы было обеспечено государственное финансирование[11][12].

### Планируемые проекты по дате первого полёта

#### 2024
- Австралия: частная компания Gilmour Space Technologies ведёт разработку ракеты лёгкого класса, способной вывести на НОО полезную нагрузку массой до 305 кг[13][14][15].

- Аргентина: старт-ап TLON Space ведёт разработку сверхлёгкой ракеты-носитель Aventura I с максимальной полезной нагрузкой до 25 кг[16][17].
- Германия: компания Rocket Factory Augsburg ведёт разработку лёгкой трёхступенчатой ракеты RFA One с максимальной полезной нагрузкой до 1350 кг[18].
- Германия: разработка двухступенчатой ракеты лёгкого класса Spectrum частной компанией Isar Aerospace[19].
- Канада: компания Reaction Dynamics планирует запустить свою орбитальную ракету Aurora с коммерческого космодрома в Новой Шотландии[20].
- Сингапур: компания Equatorial Space Systems планирует произвести запуск ракеты Volans с морской плавающей платформы (максимальная полезная нагрузка до 500 кг)[21].
- Филиппины: частная компания OrbitX ведёт разработку ракеты-носителя Haribon SLS-1[22].

#### 2025
- Германия: немецкая компания HyImpulse ведёт разработку ракеты SL1[23].

#### 2026
- Испания: PLD Space company ведёт разработку ракеты Miura 5 (ранее называлась Arion 2) для запуска малых спутников.

#### 2027
- Бразилия: государственный департамент космических технологий ведёт разработку ракеты VLM[24].
- Турция объявила о проекте по разработке собственной ракеты-носителя UFS компанией ROKETSAN[25][26].

#### 2029
- Аргентина в настоящее время разрабатывает ракету-носитель Tronador II. Третий тестовый запуск запланирован на 2029 год[27][28].

#### 2030
- Китайская Республика в течение нескольких лет разрабатывает собственную ракету-носитель[29]. Первый полёт ожидался до 2018 года[30], позже он был перенесён на 2030 год[31].